# Yaginumaella lobata
Yaginumaella lobata es una especie de araña saltarina del género Yaginumaella, familia Salticidae. Fue descrita científicamente por Peng, Tso & Li en 2002.
Habita en Taiwán.